# Tolerance
 For alternative betydninger, se Tolerance (flertydig). (Se også artikler, som begynder med Tolerance)
 "Intolerance" omdirigeres hertil. For andre betydninger af Intolerance, se Intolerance (film fra 1916).
Tolerance (jf. lat: tolerare: udholde, tåle) er et begreb, der betyder at man tåler andres tanker og meninger, selvom man selv er uenig. En forudsætning for tolerance er, at man ikke er enig i den værdi man tolererer. Man kan altså ikke tale om tolerance over for noget, man er enig i. 
Elisabeth Dons Christensen har i en kronik i Jyllandsposten (Skal vi virkelig tolerere alt? (11. november 2012) karakteriseret tolerance som følger:
"...ingen af os har ret til at komme med alle vore uforgribelige meninger eller måder at leve på, uden at det kan blive diskuteret, påtalt, anfægtet, søgt ændret.
Vi skal respektere hinanden så meget, at vi tør vove at spørge ind til hinandens holdninger og handlinger i stedet for at lade hinanden være.
Hvis vi ikke gør det, så får vi et samfund, hvor vi er delt ind i adskilte grupper, hvor hver gruppe hytter sit, og fanden tager resten, for faren ved at tolerere alt uden at sige til og fra er, at vi efterlades med et dybt separatistisk samfund, hvor den ene gruppe har sine vaner, meninger, holdninger og værdier, og den anden gruppe sine, men de to grupper vil i øvrigt hverken vide af hinandens liv eller have noget med hinanden at gøre, og lige præcis det kan et demokrati ikke overleve. Det kan kun et diktatur klare, for der er det rædslen for regimet, der holder sammen på samfundet, og ikke frie borgeres indbyrdes relationer og dispositioner."
Pointen er her, at tolerance gælder såvel et flertal i forhold til et mindretal som omvendt. Et mindretal har ikke krav på at presse egne værdier ned over flertallet ved sin fremtræden. Hvor mindretallet demonstrativt udviser afstand fra det omgivende samfund, har man sat sig uden for dette og er i sin opførsel dybest set intolerant. Flertallet skal tåle mindretallet, men kun så langt, at denne tolerance ikke undergraver samfundets evne til at fungere. 
Først og sidst handler tolerance om respekt for andre mennesker, for sine medmennesker. Derfor er al kriminalitet i sin kerne udtryk for intolerance, fordi den dybest set netop ikke respekterer andre mennesker, det være sig i form af mord, vold og tilsigtet pineri, terror, hærværk mod eller tyveri af andres retmæssige ejendom eller på anden måde. Lovgivningens hovedformål er da netop at beskytte borgerne imod en sådan adfærd. Hvis dette ikke sker - eller hvis loven ikke håndhæves af myndighederne - er vejen til anarki og selvtægt åben. I så fald opfylder samfundet ikke mere sin vigtigste rolle. Et sådant samfund kan ikke fungere og vil gå i opløsning. I fortalen til Jyske Lov står der:
"Med Lov skal Land bygges, men vilde enhver nøjes med sit eget og lade andre nyde samme Ret, da behøvedes ingen Lov. Men ingen Lov er jævngod at følge som Sandheden, men hvor der er Tvivl om, hvad der er Sandhed, der skal Loven vise Sandheden.
Var der ikke Lov i Landet, da havde den mest, som kunde tilegne sig mest. Derfor skal Loven gøres efter alles Tarv, at retsindige og fredsommelige og sagesløse kan nyde deres Fred, og uretfærdige og onde kan ræddes for det, der er skrevet i Loven, og derfor ikke tør fuldbyrde den Ondskab, som de har i Sinde. Det er ogsaa rigtigt, dersom nogen ikke af Frygt for Gud og Kærlighed til Retten kan lokkes til det gode, at Frygten for Øvrigheden og Landets Straffelov da kan hindre dem i at gøre ilde og straffe dem, hvis de gør det." Tolerance er det etiske grundlag for mellemmenneskelige relationer, loven virkemidlet til at sikre dens opretholdelse."

## Relateret
- Kompromis
- Overenskomst
- Forhandling